# Снежен гълъб
Снежен гълъб (Columba leuconota) е вид птица от семейство Гълъбови (Columbidae).

## Разпространение
Видът е разпространен в Афганистан, Бутан, Индия, Китай, Киргизстан, Мианмар, Непал, Пакистан, Таджикистан и Туркменистан.